# Boston (musikalbum)
Boston, är det amerikanska rockbandet Bostons självbetitlade debutalbum, släppt i september 1976. Albumet blev en mycket stor framgång och har idag sålts i över 17 miljoner exemplar. Albumet genererade tre topp 40-singlar på Billboardlistan där "More Than a Feeling" blev den största framgången. De övriga två var "Foreplay/Long Time" och "Peace of Mind". Skivan fortsatte att sälja bra långt efter att den släppts och 1987 gick den åter upp på Billboard 200 som bubblare med placering #101. Alla skivans åtta spår spelas flitigt av radiokanaler med formatet classic rock i USA och skivan ses som ett typiskt exempel på AOR-rock.
Albumet är medtaget i boken 1001 album du måste höra innan du dör.

## Låtar
Samtliga låtar skrivna av Tom Scholtz, om inte annat anges.
| Nr | Titel                                       | Längd |
| -- | ------------------------------------------- | ----- |
| 1. | More Than a Feeling                         | 4:45  |
| 2. | Peace of Mind                               | 5:02  |
| 3. | Foreplay/Long Time                          | 7:48  |
| 4. | Rock and Roll Band                          | 2:50  |
| 5. | Smokin' (Delp, Scholtz)                     | 4:20  |
| 6. | Hitch a Ride                                | 4:12  |
| 7. | Something About You                         | 3:40  |
| 8. | Let Me Take You Home Tonight (Delp, Sholtz) | 4:13  |

## Listplaceringar
| Lista (1976-1977) | Position               |
| ----------------- | ---------------------- |
| Australien        | 16 (Kent Music Report) |
| Danmark           | 19 (DR "Top 20")       |
| Finland           | 20                     |
| Japan             | 26 (Oricon)            |
| Kanada            | 7 (RPM)                |
| Nederländerna     | 11                     |
| Nya Zeeland       | 16                     |
| Storbritannien    | 11 (UK Albums Chart)   |
| Sverige           | 26                     |
| USA               | 3 (Billboard 200)      |
| Västtyskland      | 4                      |